# Man v. Food
Man v. Food (en España, «Crónicas carnívoras»; en Hispanoamérica, «Man vs. Food: Crónicas carnívoras») es un programa de televisión estadounidense, emitido y producido por Travel Channel. En cada capítulo el presentador visita una ciudad de Estados Unidos para conocer sus restaurantes y gastronomía más representativos, antes de enfrentarse a un concurso de comer en el último establecimiento.
Las cuatro primeras temporadas se estrenaron entre 2008 y 2012 y fueron presentadas por el actor Adam Richman. Después de cinco años de interrupción, Travel Channel retomó el espacio en verano de 2017 bajo la conducción del escritor Casey Webb.

## Sinopsis

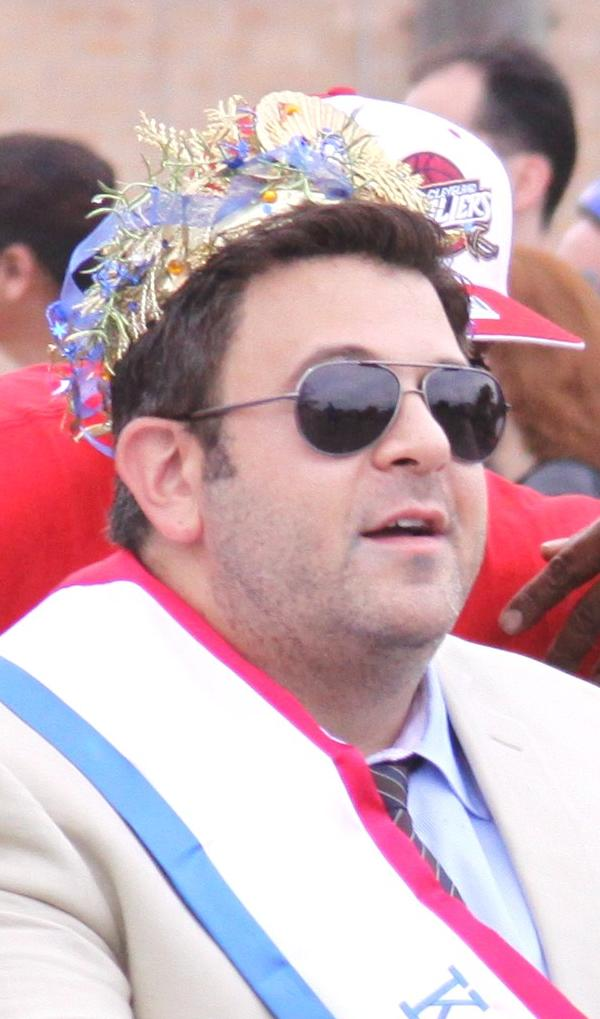
Adam Richman presentó Man v. Food desde 2008 hasta 2012.

Man v. Food se estrenó el 3 de diciembre de 2008 en Travel Channel. Su primer presentador fue Adam Richman, un actor de reparto de Nueva York más conocido por su afición a la gastronomía; con 20 años comenzó a escribir un diario de sus viajes por Estados Unidos, donde incluyó todos los restaurantes que había visitado, y su pasión le ha llevado a desempeñar distintos trabajos en el mundo de la restauración.
En cada episodio de Man v. Food, Richman recorría una ciudad estadounidense para presentar tres de sus restaurantes más emblemáticos, dando prioridad tanto a la cantidad como a la calidad de la comida. Además de explicar la gastronomía típica con un estilo muy distendido, hacía un breve repaso por la historia de los negocios, conversaba con sus dueños y mostraba cómo cocinaban sus platos. La información aportada en los capítulos está ampliada en el blog oficial del programa.
En el tercero de los restaurantes, ya al final del capítulo, el presentador participa en un concurso de comer con enormes cantidades, alimentos muy picantes o ingestas en breve tiempo. Estos retos representan «una batalla» entre el hombre y la comida, tema central del programa. En la suma de las cuatro primeras temporadas, el hombre ha ganado 48 desafíos y perdido 38. 
Aunque no se menciona en ningún episodio, antes de cada reto Richman debía comer lo menos posible, hacía ejercicio dos veces al día y bebía grandes cantidades de agua, tanto mineral como carbonatada. Aun así, tuvo que dejar de presentarse a los retos por motivos de salud; la última temporada se llamó Man v. Food Nation y seguía la misma pauta de las anteriores, aunque los concursos de comida estaban protagonizados por gente anónima a la que el presentador entrenaba.
Man v. Food intentó batir un Récord Guinness en su visita a Detroit (Michigan), cuando un grupo de cuarenta personas lideradas por Richman trató de comerse una hamburguesa de 86 kilos —la más grande del mundo— en menos de dos horas. No lo consiguieron porque cuando el tiempo terminó aún quedaban 13 kilos en el plato.
Adam Richman presentó por última vez Man v. Food el 11 de abril de 2012 para centrarse en otros proyectos. Después de cinco años de interrupción, Travel Channel recuperó el concepto del programa con un nuevo presentador, el escritor Casey Webb.